# 阮慕驊
阮慕驊（1966年5月2日—），台灣媒體記者、電視談話性節目特別來賓，電視、廣播節目主持人。
現任 LINE TODAY《TODAY財知道》，電台NEWS98.1「財經一路發」、「世界一把抓」主持人。
- 世界新專廣播電視科
- 國立政治大學新聞研究所肄業

## 經歷
- 中視新聞記者
- 中央通訊社財經組記者
- 中央通訊社證券組組長
- 中央通訊社多媒體新聞中心組長
- 工商時報編採副主任
- 緯來綜合台《KTV記者會》主持人
- 運通財經台《財經哈燒客》主持人
- 華視《台灣新視野》主持人
- 東森新聞S台《發現競爭力》主持人
- 八大第一台《危機是轉機》主持人（與蔡玉真主持）
- 中廣新聞網《快樂生活館》主持人
- 寶島新聲廣播電台《與健康有約》主持人
- 台北廣播電台《職場大贏家》主持人
- 台灣全民廣播電台《房地產周報》主持人
- 台灣全民廣播電台《財經一路發》主持人[2][3]
- LINE TODAY 《TODAY財知道》主持人

## 爭議
2023年被已離職女同事控訴，藉著酒後在車上對她性騷擾，行為包括「嘴巴硬親上來、伸手進來摸我胸」。
阮慕驊發布聲明表示交由律師代為回應處理，本人不再回覆。但是後來另外一位女性發文聲援，內容提到『阮慕驊在與她才見過一次面、吃過一次下午茶的狀況下，就開始用即時通傳訊給她，包含「很想妳、想約看電影、泡湯」等內容』

## 外部連結
- YouTube上的財經一路發 / 阮慕驊 播放列表
- YouTube上的房市情報讚 / 阮慕驊  播放列表
- 阮慕驊的Facebook專頁
- YouTube上的阮慕驊頻道